# Anderson Gonzaga
Anderson Gonzaga (sinh ngày 29 tháng 3 năm 1983) là một cầu thủ bóng đá người Brasil.

## Sự nghiệp câu lạc bộ
Anderson Gonzaga đã từng chơi cho Albirex Niigata, Fagiano Okayama và FC Machida Zelvia.